# Ci sei tu (Nek)
Ci sei tu è un singolo del cantautore italiano Nek, pubblicato il 21 maggio 2000 come primo estratto dal sesto album in studio La vita è.
Il brano è stato composto nella musica dallo stesso Nek, mentre la parte letteraria è stata scritta da Manuela Bottoni e Antonello De Sanctis. È stato frequentemente trasmesso in radio, raggiungendo la posizione numero 1 dell'airplay.

## Video musicale
Il videoclip, girato in Germania, inizia con una giovane donna che entra in un'automobile degli anni cinquanta; ad un certo punto la donna si ferma lasciando la macchina in mezzo alla strada e si dirige con le valigie verso un albergo a cinque stelle. 
In alcune scene del video si può vedere Nek che canta la canzone all'interno di un'altra villa, in mezzo al prato.
Il video termina quando Nek esce dall'albergo dopo aver visto la donna affacciarsi alla finestra.

## Tracce
1. Ci sei tu – 4:21 (Nek)
2. Credo – 4:21 (Nek, Massimo Varini)
3. Ci sei tu (video) (Nek)

## Classifiche
| Classifica (2000) | Posizione raggiunta |
| ----------------- | ------------------- |
| Germania          | 83                  |
| Italia            | 9                   |
| Svizzera          | 58                  |

### Llegas tu
| Classifica (2000) | Posizione raggiunta |
| ----------------- | ------------------- |
| Uruguay           | 6                   |